# Benedetta Rosmunda Pisaroni
Benedetta Rosmunda Pisaroni (ur. 16 maja 1793 w Piacenzy, zm. 6 sierpnia 1872 tamże) – włoska śpiewaczka operowa, początkowo występująca jako sopran, później kontralt.

## Życiorys
Studiowała w Mediolanie u Luigiego Marchesiego i Giovanniego Battisty Vellutiego. Na scenie zadebiutowała w 1811 roku w Bergamo w La rosa biana e la rosa rossa Johanna Simona Mayra. Początkowo występowała jako sopran, jednak na skutek komplikacji po chorobie straciła zdolność śpiewu w wyższym rejestrze. Za radą Gioacchino Rossiniego przekształciła wówczas swój głos w kontralt. Śpiewała w Padwie (1814), Bolonii (1815) i Wenecji (1816). Brała udział w prawykonaniach Romilda e Costanza Giacomo Meyerbeera (1817) oraz oper Gioacchino Rossiniego Riccardo e Zoraide (1818), Andromache in Ermione (1819) i La donna del lago (1819). W 1827 roku wystąpiła w Paryżu, a w 1829 roku w Londynie. W 1832 roku wycofała się ze sceny.